# Helter Skelter (filme de 1976)
Helter Skelter é um telefilme produzido nos Estados Unidos em 1976, baseado no livro co-escrito pelo promotor responsável pelo processo criminal Vincent Bugliosi e Curt Gentry e dirigido por Tom Gries.
O filme é baseado no Caso Tate-LaBianca onde mostra os assassinatos cometidos por Charles Manson e a família Manson. A vítima mais conhecida dos assassinatos foi a atriz Sharon Tate, então esposa do cineasta Roman Polanski e grávida de oito meses.[carece de fontes?]
A sequência na casa LaBianca foi filmada in loco. Grande parte do diálogo das cenas do tribunal foi tomada a partir das transcrições reais do tribunal.[carece de fontes?]
O título original do filme faz menção à canção Helter Skelter, dos The Beatles, do disco White Album (1968).[carece de fontes?]

## Sinopse
Na madrugada de 9 de agosto de 1969, membros da "família Manson” invadiram a mansão de Roman Polanski, amarraram e mataram brutalmente cinco pessoas, entre elas a atriz Sharon Tate, esposa do diretor. Este terrível episódio e um pouco da história do psicopata Charles Manson, fundador e mentor intelectual do macabro grupo de assassinos, é contado neste longa feito para TV. 

## Elenco
- George DiCenzo ... Vincent Bugliosi
- Steve Railsback... Charles Manson
- Nancy Wolfe ... Susan Atkins
- Marilyn Burns ... Linda Kasabian
- Christina Hart... Patricia Krenwinkel
- Cathey Paine ... Leslie Van Houten
- Alan Oppenheimer... Aaron Stovitz
- Rudy Ramos ... Danny DeCarlo
- Sondra Blake ... Ronnie Howard
- George Garro ... Rosner
- Vic Werber ... Lt. Brenner
- Wright King ... Friend
- Jon Gries ... William Garretson
- Edward Bell ... Sgt. Hank Kruger
- Roy Jenson ... Punchy